# دين كيلر
دين كيلر (بالإنجليزية: Deane Keller)‏ هو فنان ورسام أمريكي، ولد في 14 ديسمبر 1901 في نيو هيفن في الولايات المتحدة، وتوفي في 12 أبريل 1992 في هامدن في الولايات المتحدة.